# Gerichtsbezirk Dauba
Der Gerichtsbezirk Dauba (tschechisch: soudní okres Dubá) war ein dem Bezirksgericht Dauba unterstehender Gerichtsbezirk im Kronland Böhmen. Er umfasste Gebiete im Nordwesten Böhmens. Zentrum und Gerichtssitz des Gerichtsbezirks war die Stadt Dauba (Štětí). Nach dem Ersten Weltkrieg musste Österreich den gesamten Gerichtsbezirk an die Tschechoslowakei abtreten, seit 1993 ist das Gebiet Teil der Tschechischen Republik.

## Geschichte
Die ursprüngliche Patrimonialgerichtsbarkeit wurde im Kaisertum Österreich nach den Revolutionsjahren 1848/49 aufgehoben. An ihre Stelle traten die Bezirks-, Landes- und Oberlandesgerichte, die nach den Grundzügen des Justizministers geplant und deren Schaffung am 6. Juli 1849 von Kaiser Franz Joseph I. genehmigt wurde. Der Gerichtsbezirk Dauba gehörte zunächst zum Kreis Jungbunzlau und umfasste 1854 die 42 Katastralgemeinden Altkalten, Binai, Großblatzen, Dauba, Dobřin, Draschen, Dubus, Dürchl, Großwosnalitz, Hauska, Heidenmühl, Kirschberg, Hirschmantl, Horka, Jestřebic, Klum, Kortschen, Kroh, Libowies, Luken, Oberwidim, Redham, Pablowitz, Pawlitschka, Sattai, Sackschen, Schloß Bösig, Sirtsch, Sebitsch, Schedoweitz, Tacha, Töschen, Tuhan, Tuhanzl, Wellhütta, Wobern, Wojetin, Woken, Woleschno, Wrchaben, Zittnai und Žďar. Der Gerichtsbezirk Dauba bildete im Zuge der Trennung der politischen von der judikativen Verwaltung ab 1868 gemeinsam mit dem Gerichtsbezirk Wegstädtl (Štěti) den Bezirk Dauba.
Mit Wirkung vom 1. Feber 1870 wurde das Bezirksgericht Dauba dem Kreisgericht Böhmisch-Leipa zugewiesen.
Im Gerichtsbezirk Dauba lebten 1869 17.734 Menschen in 42 Gemeinden bzw. ebenso vielen Katastralgemeinden. Bis 1890 sank die Einwohnerzahl mit 15.896 Menschen, ein Trend, der sich bis 1900 fortsetzte, als nur noch 14.565 Menschen im Gerichtsbezirk auf 290,84 km² lebten. Der Gerichtsbezirk Dauba wies 1910 eine Bevölkerung von 13.772 Personen auf, von denen 13.613 Deutsch und 97 Tschechisch als Umgangssprache angaben. Im Gerichtsbezirk lebten zudem 62 Anderssprachige oder Staatsfremde.

## Gerichtssprengel
Der Gerichtssprengel umfasste Ende 1914 40 Gemeinden.

## Nachgeschichte
Durch die Grenzbestimmungen des am 10. September 1919 abgeschlossenen Vertrages von Saint-Germain wurde der Gerichtsbezirk Dauba zur Gänze der neugegründeten Tschechoslowakei zugeschlagen, wobei die Gerichtseinteilung bis 1938 im Wesentlichen bestehen blieb. Das Bezirksgericht wurde als tschechisches Gericht unter dem Namen Okresní soud v Dubá fortgeführt. Dieses war der Krajský soud v České Lípě (dem Nachfolger des Kreisgerichtes Böhmisch Leipa) nachgeordnet. Aufgrund des Münchener Abkommens erfolgte 1938 die Angliederung des Sudetenlandes an das Deutsche Reich und das Gebiet wurde Teil des Landkreises Dauba. Per 1. Mai 1939 wurde der Landkreis jedoch aufgelöst und der Gerichtsbezirk Dauba dem Landkreis Böhmisch Leipa zugeschlagen. Bereits zum 1. August 1939 wurde der Landkreis Dauba jedoch in seinen alten Grenzen (Gerichtsbezirke Dauba und Wegstädtl) wieder errichtet.
Das tschechische Gericht für den Bezirk Dauba wurde in ein deutsches Amtsgericht unter dem Namen Amtsgericht Dauba umgewandelt. Es war nun dem Landgericht Böhmisch-Leipa und dieses dem Oberlandesgericht Leitmeritz nachgeordnet. Mit der Dritten Verordnung über die Gliederung der Gerichte in den sudetendeutschen Gebieten vom 8. Juli 1939. wurde der Gerichtssprengel neu geordnet. Danach erhielt das Amtsgericht Dauba vom Amtsgericht Böhmisch-Leipa einen Teil der Gebietsteile ab, die zum Gerichtsbezirk Weißwasser gehört hatten.
Nach dem Zweiten Weltkrieg gehörte das Gebiet zu den Bezirken Litoměřice und Mělník, dessen Behörden jedoch im Zuge einer Verwaltungsreform 2003 ihre Verwaltungskompetenzen verloren. Diese werden seitdem von den Gemeinden bzw. den Regionen (Středočeský kraj bzw. Ústecký kraj), zu denen das Gebiet um Štětí seit Beginn des 21. Jahrhunderts gehört, wahrgenommen.